# پادشاهی والنسیا
پادشاهی والنسیا (۱۲۳۱ - ۱۳۴۹) در سواحل شرقی شبه جزیره ایبری واقع بود و یکی از بخش‌های مهم پادشاهی آراگون محسوب می‌گشت. زمانی که در قرن ۱۵ میلادی، آراگون و کاستیل به هم پیوستند، والنسیا تبدیل به یکی از بخش‌های پادشاهی اسپانیا شد.
پادشاهی والنسیا رسماً در ۱۲۳۸ میلادی تأسیس شد؛ زمانی که، این قسمت از خاک آندلس در جریان جنگ‌های میان مورها و مسیحیان اسپانیا ، به‌دست مسیحیان افتاد. این پادشاهی در ۱۷۰۷ میلادی توسط فیلیپ پنجم اسپانیا، از حالت یک پادشاهی بیرون آمد.